# Карманкаси (Чуманкасинське сільське поселення)
Карманка́си (рос. Карманкасы, чув. Çĕньял Апаш Çĕнĕ Апаш) — присілок у Чувашії Російської Федерації, у складі Чуманкасинського сільського поселення Моргауського району.
Населення — 126 осіб (2010; 126 в 2002, 191 в 1979; 234 в 1939, 234 в 1926, 229 в 1906, 138 в 1859).

## Історія
Історичні назви — Сінеял, Сіньял-Абаш. Утворився як околоток села Абашева (Чуманкаси). До 1866 року селяни мали статус державних, займались землеробством, тваринництвом, бджільництвом, ковальством, виробництвом цегли, одягу, борошна. У кінці 19 століття діяв вітряк. 1930 року утворено колгосп «Сіньял», з 1931 року — імені Молотова. До 1927 року присілок перебував у складі Чиганарської та Тораєвської волості Ядрінського повіту. 1927 року присілок переданий до складу Татаркасинського району, 16 січня 1939 року — до складу Сундирського, 17 березня 1939 року — до складу Совєтського, 1944 року — до складу Моргауського, 1959 року — повернуто до складу Сундирського, 1962 року — до складу Ядрінського, 1963 року — до складу Чебоксарського, 1964 року — повернутий до складу Моргауського району.

## Господарство
У присілку діє фермерське господарство імені Чапаєва.